# Tysweer
Tysweer, Tyesweer of Tijsweer is een verdronken kerkdorp in het Dollardgebied. De plaats heeft gelegen in het middeleeuwse landschap Reiderland, in de buurt van de Punt van Reide en waarschijnlijk ten zuiden daarvan.
Tysweer lag vermoedelijk aan de rand van het veen in de buurt van het klooster Palmar en de verdronken plaats Zwaag. Gezien de naam zal het een secundair wierdedorp in het achterland van de oudere dorpen geweest. Dit naar analogie van plaatsnamen als Geefsweer, Lalleweer, Borgsweer en Dallingeweer. Mogelijk is het toponiem ontleend aan de persoonsnaam Tyes (Matthias) met de uitgang -were ('bezit, nederzetting').
Een laat-vijftiende-eeuwse parochielijst noemt Tysweer niet, maar wel het vacante Siweteswere, waarin de persoonsnaam Sigwart ter herkennen is. Het moet daarbij welhaast om Tysweer gaan. Deze toponiem correspondeert weer met de plaatsnamen Siuuataras huueruia in het tiende-eeuwse goederenregister van de Abdij van Werden. Het register vermeldt ook Uuazarashuueruia dat kennelijk op het veen (uppan Walda) lag; mogelijk gaat het om een verschrijving voor dezelfde toponiem. Zestiende-eeuwse bronnen hebben de plaatsnaam Tysweer verbasterd tot Ewitsweer.
In 1480 worden Reyde en Tyesweer genoemd als plekken vanwaar men goederen kon verschepen, maar dat mocht alleen met toestemming van de kastelein van Termunten. In 1487 wordt een zekere Ayto to Thyesweer genoemd. Thysweren wordt verder genoemd in een lijst van verdronken dorpen uit het midden van de zestiende eeuw. Tijdgenoten betwijfelden niet of Tysweer een volwaardig kerspel was geweest.
Tysweer heeft nog tot aan het begin van de zestiende eeuw bestaan, voordat het ten prooi viel aan de Dollard. In 1565 legden enkele bejaarden een getuignis af over het ontstaan van de Dollard. Een van hen verklaarde kort voor 1509 te zijn geboren in Tysweer. Twee hoogbejaarde mannen vertelden dat ze er nog gras gemaaid hadden. De getuigen verklaarden bovendien dat men na het doorbreken van de Dollarddijn bij Jansum in 1454 een nieuwe dijk had aangelegd vanaf de Punt van Reide via Tysweer, Palmar en Zwaag naar Finsterwolde. Bij Palmar liep deze dijk door een verdronken veengebied (moergront end darch), wellicht in de omgeving van het Munnikeveen.